# 恋のクリスマス大作戦
『恋のクリスマス大作戦』（Surviving Christmas）は、2004年に公開されたアメリカ合衆国のコメディ映画。原題は、「クリスマスを切り抜けろ」といった意味である。

## 概要
監督はマイク・ミッチェル、主演はベン・アフレック。
その内容はれっきとしたクリスマス映画にもかかわらず、配給元のドリームワークスは10月下旬に全米劇場公開をした。この時期に公開となった理由は、アフレックのもう1つの映画『ペイチェック 消された記憶』（ドリームワークス、パラマウント・ピクチャーズ共同製作）が2003年12月公開と先に決まっており、それとかち合うことを避けてきたためである。結果として『恋のクリスマス大作戦』の興行成績は不振のままに終わり、公開第1週で約400万ドル、公開終了となる第5週でも約1100万ドルという惨敗を喫した。
さらにエンターテイメント・ウィークリー誌、ピープル誌などが選ぶ2004年の映画ワースト10にもその名を連ねている。

## あらすじ
若くして広告代理店幹部となり、高級マンションに一人で住んでいる金持ちのドリュー・レーサムは、クリスマスを前に、自宅で恋人のミッシーにフィジーへのファーストクラスの航空券を贈る。しかし、ミッシーは、ドリューがドリュー自身の家族ともクリスマスを過ごさない事を、家族という物自体を大切にしていない事だと考え、別れを告げて出て行く。翌日、出勤したドリューは、ミッシーに高級ブランドのアクセサリーを贈る手配を部下に命じる。一人でクリスマスを過ごす事への恐怖から、ドリューは知人に次々と電話をかけ、クリスマスを共に過ごすよう頼むが、全員から断られる。ミッシーの担当カウンセラーの居場所を金を払って教えてもらったドリューは、空港でカウンセラーに接触するが、彼に「不満を紙に書いて、子供の時過ごした家で燃やせ」と忠告だけをもらう。
ドリューはタクシーで子供時代の家に着く。家には既に別の一家が住んでいたので、ドリューは家の前の庭を歩き回り、不満を書いた紙を燃やす。家の中では、仲の冷え切ったトムとクリスティーンの夫婦が食事を取り始めたところだった。夫婦の息子ブライアンは、二階の自室でパソコンに向かい、インターネットのポルノサイトに夢中になっており、夫婦の呼びかけを相手にしない。クリスティーンは庭の人気に気が付き、ドリューが放火犯だと勘違いしたトムは、玄関に背を向けてしゃがんで紙を燃やしているドリューに背後から近づき、頭にシャベルを振り下ろし、ドリューは気絶する。トムはドリューを家の中へ運び込むが、ドリューが死んでしまったと勘違いした一家が話し合っていると、ドリューは気が付く。ドリューは、ここが自分が子供時代を過ごした家である事を話し、頼まれた一家はドリューに家を案内する。かつては自分の自室で現在はブライアンの自室となっている部屋を見たドリューは、一家とドリューが家族としてクリスマスを過ごすなら、25万ドルを払うと提案する。金額に目がくらんだ夫婦は提案に同意する。ドリューは弁護士を呼び、契約書を作る。
翌日、ドリューは一家を促してクリスマスツリーを買いに行く。車の屋根にクリスマスツリーを積んで帰宅した一同がクリスマスツリーを飾り付け、点灯しようとした瞬間、一家の娘アリシアが帰宅した。何も知らなかったアリシアはドリューの存在に怒る。予定になかったアリシアの登場に、一家に娘がいる事を知らなかったドリューは、アリシアにメイド役になるよう頼む。夕食の時、ドリューはこれからの予定を台本にした物を配る。更に老人が部屋に入ってくる。ドリューは地元の俳優に祖父ドゥー・ダー役をやってもらうよう頼んでいた。俳優は、宣伝がてら自身が出演する地元の劇団のクリスマス公演の券を配る。
次の日、ドリューはアリシアとブライアンを遊びに連れ出す。近場でそり遊びをすると思っていた二人を、ドリューはヘリコプターで高い雪山の頂上に連れて行き、ドリューとアリシアはそりで山を一気に滑り降りる。二人の仲は急に近づく。帰宅した二人は風邪を引いて共に暖を取り、アリシアは子供の時の公園の凍った木の思い出をドリューに話す。トムがドリューを呼び、クリスマス後に夫婦は離婚する予定である事を話す。ドリューは二人にそれぞれ刺激を与えて、離婚を止めさせようとする。まずトムに金を与え、トムは若い頃乗っていたのと同じ車種の車を買う。ドリューはクリスティーンにも金を与えて励まし、買い物を楽しませた上で、知り合いの美容師とカメラマンに、彼女の髪を整え、写真を撮るよう手配する。カメラマンはクリスティーンの姿に刺激を受け、扇情的な写真を数多く撮る。
ある夜、ドリューはアリシアを外へ誘い、アリシアの思い出に基づいて凍らせた木を中心にクリスマスにちなんだ大がかりな演出を見せる。アリシアは感銘を受けつつも、凍った木というささやかで繊細な思い出を派手な演出で塗り替えたドリューに怒り、契約は破綻の危機を迎える。そこへ、高級アクセサリーを贈られたミッシーが機嫌を直し、ドリューの部下からドリューが家族で過ごすと聞いた家に両親と共に来る。あわてたドリューは追加で7万5000ドル支払うから契約を続けて欲しいと頼み、一同は家族のふりを続ける事になる。両家の歓談は、家族を装うためのその場しのぎの取り繕いや、ドゥー・ダー役で肌の色が違う代役がやって来た事や、アリシアのミッシーに対する嫉妬に駆られた行動等で、次第に混乱してくる。台所でのドリューとミッシーのキスを見てしまったアリシアは、ドリューに用意したプレゼントを彼に投げつけて出て行ってしまう。ミッシー一家に家を案内する中、ブライアンの部屋のパソコンの画面に表示されていた、ポルノサイトに使われたクリスティーンの扇情的な写真を一同は見てしまう。ミッシーの両親は激怒し、娘を連れて出て行ってしまう。ドリューはアリシアに、彼の父親は幼少時に去ってしまった事、働きづめだった母親は家族でクリスマスを祝う事ができず、毎年、ドリューは昼間一人で過ごし、夜遅く訪ねる、母親が働いているダイナーの隅でパンケーキでクリスマスを祝わねばならなかった事、それすらもドリューが18歳の時の母親の死で終わりを告げ、その後2度とそのダイナーへ行く事はなかった事を話す。
ドリューは自宅に戻り、一人でクリスマスを過ごす。ベランダに出て向かいのマンションを見ると、どの家も家族や親しい人同士でクリスマスの夜を祝っているのが見えた。テレビを見ていると、トムが訪ねてきて、約束の金を払うように言う。ドリューはトムを招き入れ、小切手を準備する。ドゥー・ダー役の俳優がくれた芝居の券が出てきて、二人は見に行く事にする。芝居は既に始まっていて、クリスティーンとブライアンも見に来ていた。トムはクリスティーンの隣に座り、二人は離婚を止める事を決める。ドリューはブライアンの隣に座り、ブライアンとその隣にたまたま座っていたかわいらしい少女の仲を取り持とうとする。
ドリューが外に出ると、階段にクリスティーン達を待つアリシアが座っていた。ドリューは隣に座り、アリシアに愛を告白し、二人はキスをする。ドリューと一家はダイナーに行き、夫婦とドリューとアリシアが同じ食卓を囲み、後ろのカウンターではブライアンと先程の少女が、その隣では二人のドゥー・ダー役が語らう中、映画は幕を閉じる。そのダイナーは、ドリューと彼の母親が毎年クリスマスを過ごしたダイナーだった。

## 配役
| 役名                       | 俳優                         | 日本語吹替 |
| -------------------------- | ---------------------------- | ---------- |
| ドルー・レーサム           | ベン・アフレック             | 咲野俊介   |
| トム・ヴァルコ             | ジェームズ・ガンドルフィーニ | 屋良有作   |
| アリシア・ヴァルコ         | クリスティナ・アップルゲイト | 坪井木の実 |
| クリスティーン・ヴァルコ   | キャサリン・オハラ           | 横尾まり   |
| ブライアン・ヴァルコ       | ジョシュ・ザッカーマン       | 下和田裕貴 |
| ドゥー・ダー               | ビル・メイシー               | 佐々木敏   |
| ミッシー・ヴァンギルダー   | ジェニファー・モリスン       | 藤本喜久子 |
| ハインリッヒ               | ウド・キア                   | 銀河万丈   |
| ホラス・ヴァンギルダー     | デヴィッド・セルビー         | 石塚運昇   |
| レティシア・ヴァンギルダー | ステファニー・ファラシー     | 増子倭文江 |
| フリーマン先生             | スティーヴン・ルート         | 塩屋浩三   |
| ドゥー・ダーの代役         | サイ・リチャードソン         |            |
| キャサリン                 | タンギー・アンブローズ       |            |
| タクシーの運転手           | ジョン・ブライアン           |            |

- その他の声の吹き替え：藤貴子／北川勝博／遠藤純一／中尾良平／鹿野優以／伊藤和晃／京井幸

## テレビ放映
2015年12月22日(映画天国)